# Al-Haffah District
Al-Haffah District (arabiska: منطقة الحفة) är ett distrikt i Syrien.   Det ligger i provinsen Latakia, i den västra delen av landet, 230 kilometer norr om huvudstaden Damaskus.
Trakten runt Al-Haffah District består till största delen av jordbruksmark. Runt Al-Haffah District är det tätbefolkat, med 493 invånare per kvadratkilometer.